# Olešnice nad Cidlinou

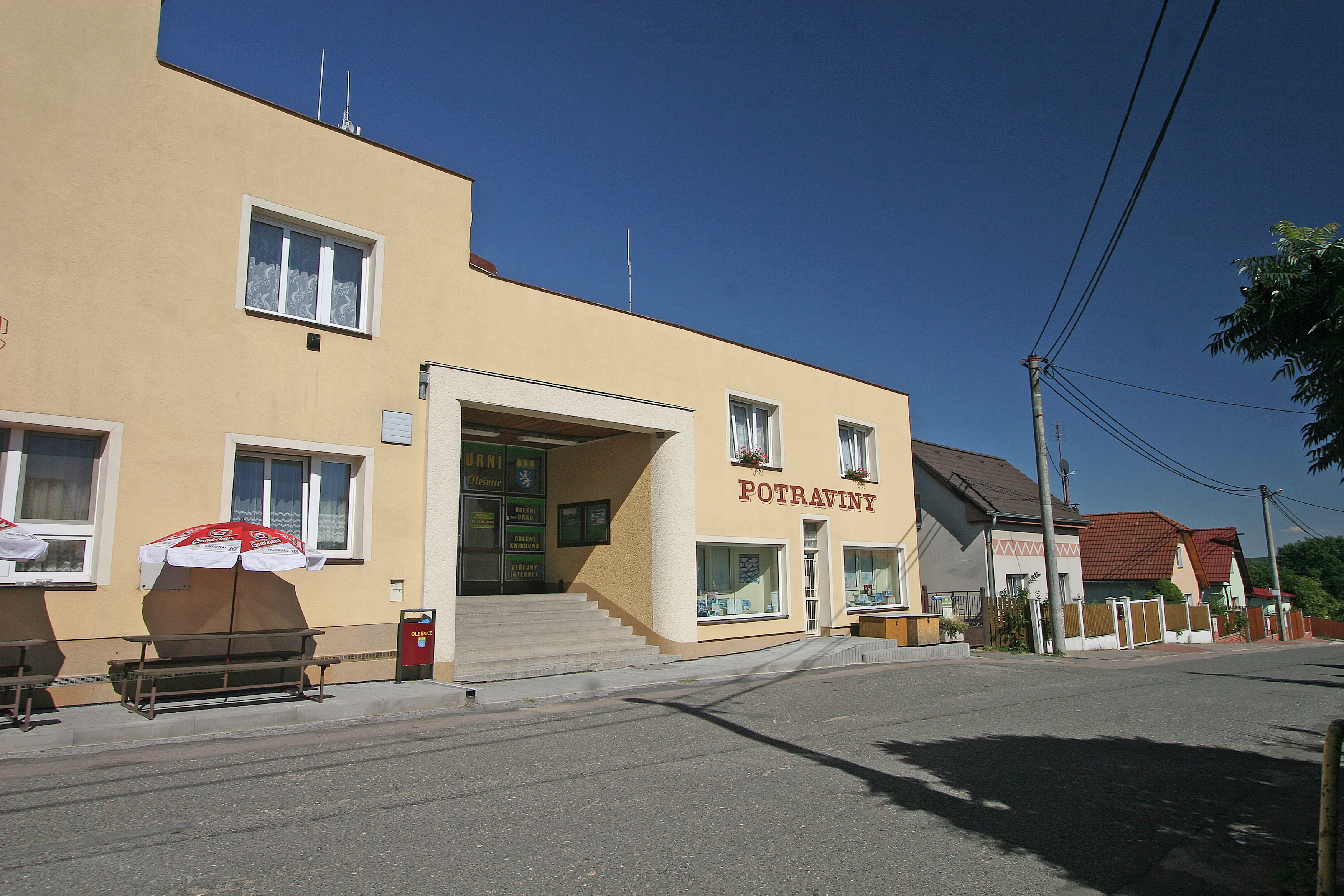
Ortsansicht

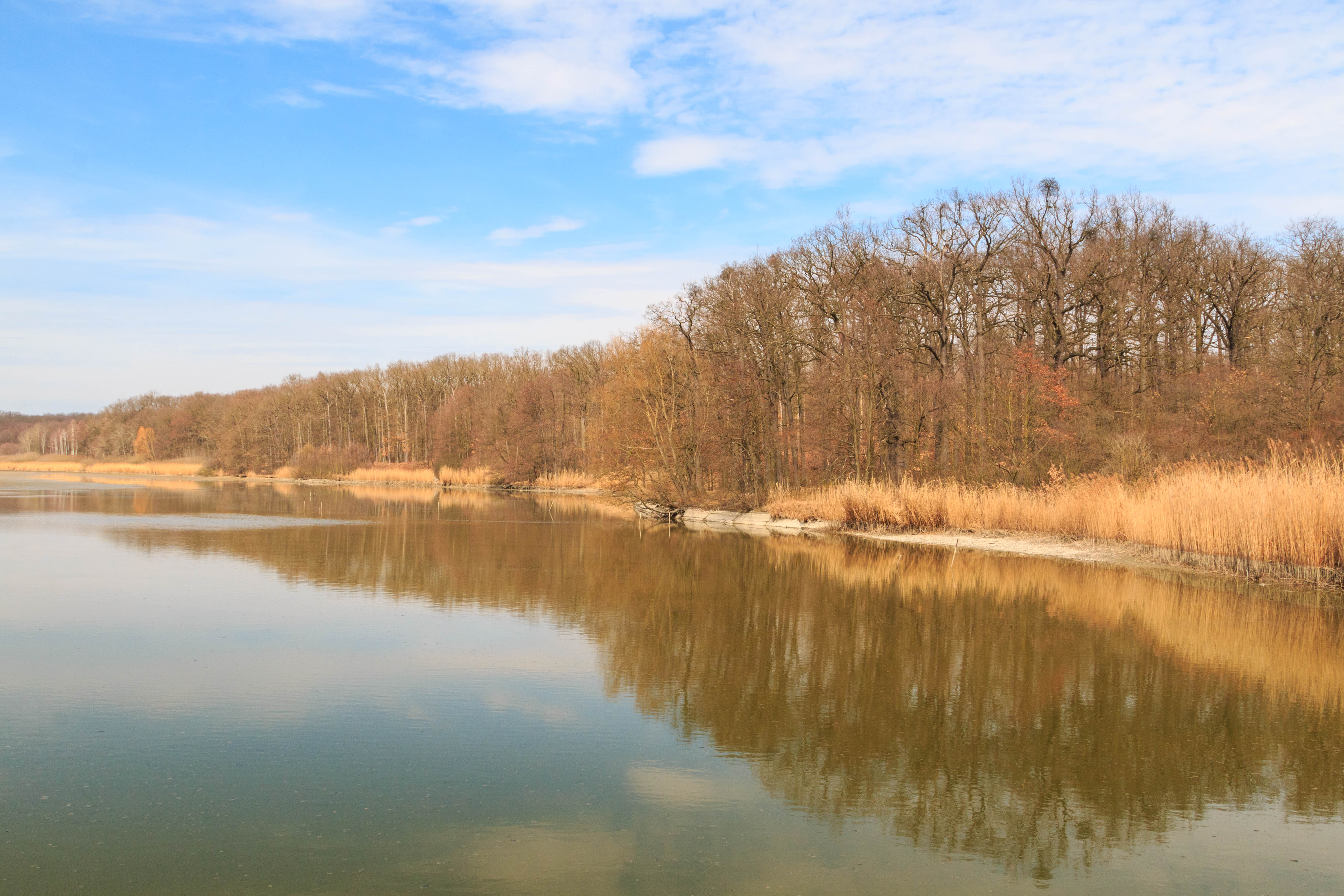
Olešnický rybník

Olešnice (deutsch Woleschnitz) ist eine Gemeinde in Tschechien. Sie liegt zwei Kilometer südwestlich von Chlumec nad Cidlinou und gehört zum Okres Hradec Králové.

## Geographie
Olešnice befindet sich rechtsseitig der Cidlina an deren Zufluss Olešnický potok auf der Chlumecká tabule (Chlumetzer Tafel). Im Norden erhebt sich der Holý vrch (258 m n.m.). Westlich des Dorfes liegt der Teich Olešnický rybník. Im Süden verläuft die Autobahn D 11/Europastraße 67, an der bei Levín die Abfahrt 62 Chlumec nad Cidlinou-západ liegt. Einen knappen Kilometer westlich führt die Staatsstraße II/327 zwischen Chlumec nad Cidlinou und Týnec nad Labem vorbei.
Nachbarorte sind Krašov, Chlumec nad Cidlinou und Kladruby im Nordosten, Lučice im Osten, Chárovna und Štít im Südosten, Pamětník im Süden, Loukonosy und Levín im Südwesten sowie Převýšov im Nordwesten.

## Geschichte
Die erste schriftliche Erwähnung von Olessnicz stammt aus dem Jahre 1393. Die Existenz des Dorfes Lewyn ist seit 1316 urkundlich belegt.
Zu Beginn des 16. Jahrhunderts erwarb Wilhelm II. von Pernstein beide Dörfer und schlug sie seiner Herrschaft Chlumetz zu. Die Bewohner des Dorfes lebten von der Landwirtschaft; auf dem Höhenzug zwischen der Stadt und Olešnice wurde Wein angebaut. Weiterhin gab es eine Wassermühle; in Levín stand seit 1571 eine Windmühle.
Im Jahre 1833 bestand das im Bidschower Kreis am Fahrweg nach Elbe-Teinitz gelegene Dorf Wolleschnitz bzw. Woležnice aus 24 Häusern, in denen 181 Personen lebten. Im Ort gab es Wirtshaus sowie ein Jägerhaus mit Hegerwohnung. Abseits lag eine Ziegelhütte. Gepfarrt war das Dorf zur Dechanteikirche der hl. Ursula in Chlumetz. Bis zur Mitte des 19. Jahrhunderts blieb Wolleschnitz der Fideikommissherrschaft Chlumetz untertänig.
Nach der Aufhebung der Patrimonialherrschaften bildete Volešnice ab 1849 eine Gemeinde im Gerichtsbezirk Chlumetz. Ab 1868 gehörte das Dorf zum Bezirk Neubydžow und wurde nach Lučice eingemeindet. 1886 entstand die Gemeinde Volešnice, zu der 1894 der Ortsteil Levín hinzukam. Seit 1920 trägt die Gemeinde den Namen Olešnice. 1923 löste sich Levín los und bildete eine eigene Gemeinde. Zum 1. Januar 1961 kam Olešnice zum Okres Hradec Králové, gleichzeitig erfolgte die Eingemeindung von Levín. 1989 wurde Olešnice nach Chlumec nad Cidlinou eingemeindet, nach der Samtenen Revolution entstand im darauf folgenden Jahr die Gemeinde Olešnice wieder. Seit 2002 führt Olešnice ein Wappen und Banner.

## Gemeindegliederung
Die Gemeinde Olešnice besteht aus den Ortsteilen Levín (Lewin) und Olešnice (Woleschnitz).
Das Gemeindegebiet gliedert sich in die Katastralbezirke Levín nad Cidlinou und Olešnice nad Cidlinou.

## Sehenswürdigkeiten
- Kapelle in Krašov
- Filialkirche des hl. Benedikt in Lučice, an der Brücke über Cidlina
- Anežský pramen (Agnesquelle) im Wald Mračňovka, von Octavian Joseph Graf Kinsky zu Ehren seiner Frau Agnes an einem Quell errichteter Pavillon mit einer Fassade aus einem von zwei dorischen Säulen getragenen dreieckigen Tympanon